# Luis Pidal y Mon
Luis Pidal y Mon (Madrid, 7 de febrero de 1842-Madrid, 19 de diciembre de 1913), ii marqués de Pidal, fue un político y diplomático español, activo durante el final del reinado de Isabel II y en la Restauración.

## Biografía
Hijo del político Pedro José Pidal, vivió y estudió entre Oviedo y Madrid. Ingresó en la carrera diplomática en 1864, siendo su primer destino como agregado en la embajada de París.
Al mismo tiempo se inició en política, resultando elegido diputado a Cortes por Oviedo en 1867, como miembro del Partido Moderado. Tras la caída de la monarquía, se alejó de la política, regresando a las Cortes en 1876, donde se mantuvo hasta 1889. Junto con su hermano, Alejandro Pidal y Mon, en la década de 1880 promovió la llamada Unión Católica, apoyada por buena parte de los obispos. Tras su paso por la Cámara Baja llegó al Senado, donde se mantuvo hasta su muerte; fue presidente de la Cámara Alta entre diciembre de 1904 y agosto de 1905.
En el ámbito gubernamental, fue ministro de Fomento durante el primer mandato de Francisco Silvela, desde donde impulsó la reforma de la segunda enseñanza que fue ampliamente criticada por los liberales.[cita requerida] Asimismo, durante el quinto gobierno de Cánovas, ejerció como embajador de España ante la Santa Sede (1890-1893) y, en dos ocasiones, fue presidente del Consejo de Estado. 
Fue padre de Maravillas de Jesús, santa de la Iglesia católica, y tío del político Pedro Pidal, el jurista Juan Menéndez Pidal, el pintor Luis Menéndez Pidal y el filólogo Ramón Menéndez Pidal. Estuvo casado con Cristina Chico de Guzmán.
Según consta en el archivo de la Real Academia de la Historia, fue caballero a la Orden del Toisón de Oro.